# ゴリラーマン
『ゴリラーマン』は、ハロルド作石による日本の漫画作品。および、それを原作としたOVA、ゲーム作品。

## 概要
『週刊ヤングマガジン』（講談社）にて、1988年より、219回に渡って連載され、コミックス化（全19巻）。1999年10月より、文庫版も刊行された。1990年に、第14回講談社漫画賞一般部門を受賞。後の作品『BECK』の反響もあり、2010年8月より総集編版コンビニコミックを刊行。本作の復刻版を『ゴリラーマン 新世紀リマスター』と題して刊行された。リニューアルされた表紙などは、作者の描き下ろしとなっている。
2020年10月、ヤングマガジン40周年企画「我漫-ワガマン-」の中、『ゴリラーマン40』のタイトルで『週刊ヤングマガジン』同年46号と47号に前後編の読み切りを掲載。この読み切りが反響を呼んだことから、同誌2022年17号から2022年38号まで連載された。2023年12月より『ゴリラーマン40 ファミリー編』のタイトルで、同誌2024年4・5合併号から同年24号まで連載された。

## ストーリー
ある日、白武（しらたけ）高校に転校してきた非常に無口な池戸定治は、なぜか不良グループと気が合い、外見から「ゴリラーマン」というあだ名を進呈され、行動をともにする。
実は、ゴリラーマンはケンカをすれば並の不良では全く敵わないほど強く、これまでいた学校では必ず問題を起こし、転校に追い込まれてきたのだった。しかしながら、無口でほとんど自己主張がないため、仲間たちはゴリラーマンの恐ろしさに気づいていなかった。
ストーリーは、大きく前期と後期に分けられる。全般的に、仲間たちと過ごす高校での日常の描写を淡々と描きながら、校内球技大会などのスポーツや、バイト、生徒会活動、周辺の高校の不良たちとの抗争などのエピソードを加えている。
主要登場人物の2年生から3年生の間を描いている。初期は絵が劇画調で描かれており、主要キャラクターから脇役まで実在の人物をモデルにしていることが非常に多い。ほとんどのキャラが当時活躍していたプロ野球選手と同じ苗字で、それ以外のキャラも名前はプロレスラーなどアスリートをモデルとしていることが多い(その一方で外見のモデルは芸能人が多い)。

## 登場人物

### 白武高校
ゴリラーマン
本名・池戸定治（いけど さだはる）。名前の由来は下記のカロリーメイトから分かるように、王貞治。外見のモデルはたまたま作者ハロルドの向かいに住んでいた家族。白武高校転校後はゴリラーマンと呼ばれているが、前にいた五天王寺（ごてんのうじ）高校ではゴリポン、その前にいた万菜（まんな）高校ではゴルゴ池戸と呼ばれていた。外見がゴリラに似ており（ただし自分では鹿賀丈史似だと思っている）、徹底した無表情。どのような場合にも表情が変わらず、照れた時に頬を赤らめること、困った時に目が寄り目になることが、わずかに確認できる程度である。また、最終話に至るまで、徹底した無口を通しており、たった一度の例外を除き、台詞が皆無。好物はドリンクタイプのカロリーメイト（ミルク味）、好きなタバコはリベラ。空手(正しくは総合格闘技。父が格闘家で昔道場を開いていた)は緑帯（習っていないのに等しい位）でケンカの際の得意技は「裏拳」をはじめとした手技と各種バックブリーカー。蹴り技はほとんど使わない。弱点は首。犬も苦手。格闘技のほか野球を得意とする（五天王寺高校時代は野球部に所属）。3年生の時になぜか生徒会長に自ら立候補し当選。9人兄弟の5番目（?）で、世界的な格闘家で現在は「いけど食品」経営の父、高校生の姉の美穂、「九」という名前の弟などがいるが、全員同じ顔、無表情、無言。すでに死亡している長男の「一（はじめ）」、どこにいるのか最後まで説明のない母親を除き、家族全員で住んでいる。
藤本修二（ふじもと しゅうじ）
白武高校不良グループのリーダー。物語は彼の視点で進行することがほとんどであり、本作における事実上の主人公ともいえる存在である。ケンカが強く、スポーツは万能で、1年生の時は野球部のエースであったが、練習についていけず退部。2年生の時点ですでに3年生の中に彼に敵う者はなく、白武高校を仕切る存在になる。得意技は「二段蹴り」と「ゆうれい自転車」。屋上でタバコを吸い、授業をサボってパチンコに行くなどいい加減な毎日を過ごしているが、友情と責任感に厚く、周辺の高校の不良グループとの抗争では最後まで戦う。ゴリラーマンと一対一で戦った時に、偶然の勝利を収め、ゴリラーマンの真の強さに気付きつつも、無意識ではそれを認めたくない葛藤を抱えていく。学校では番長格で一般生徒とは一線を引いている雰囲気だが、明るい性格のため割と親しまれており、前校長ともフランクに話す。妹がいる。[妹を見た藤瀬いわく可愛いとのこと]母親はストーリー途中、飛び降り自殺するが、そのエピソードはコミックスには未収録。中学時代、廃アパートの2階から落とされて以来、藤瀬とは犬猿の仲であったが、後に何となくお互いを認め合うような形で険悪な関係性は解消される。
他校との抗争時には一切仲間には頼らずに無謀にも一人単独で乗り込むような度胸がある。名前の元ネタは元南海ホークス投手の藤本修二。
中島（なかじま）
藤本軍団の副リーダー格。ケンカはあまり強くない。藤本と同じクラスのためかほぼ毎回登場するが、最後まで下の名前は不明。昆虫に詳しく、一時「ファーブル中島」と呼ばれていた。マンガが得意。ドラえもんの顔の線が目の下を通っていないと怒る。アンパンマンとゴリラーマンをミックスさせた絵本を描いたり、その才能を発揮する場面が稀にある。
セースケ
藤本軍団の一人。苗字は鶴田（つるた）。相撲最強論者。女の子を好きになってはフラれる。オバケが苦手。テニスが得意。藤本軍団中で腕相撲が一番強いと自任している。浜地に自分達をヤンキーグループと言われた時は「お、俺たちヤンキーかな…」と発言している。名前と外見はジャンボ鶴田がモデル。
ジュンロー
藤本軍団の一人。苗字は阿部（あべ）。メガネを割られると異常に強くなり、藤本のライバル的存在だった上級生で番長の昌ちゃんを倒した。校内のイカサマ麻雀賭博で負けが込み、一時「借金王」と呼ばれる。
仁村（にむら）
藤本軍団の一人。頭脳明晰で、勉強しているシーンはほとんどないが、テストで学年2番を取ったことがあり、3番の人間から「あれほど勉強したのにまた仁村に負けた」と言われていることから、学年トップレベルの成績を取るのは日常茶飯事の様。藤本グループの知恵袋。早くからゴリラーマンの強さに気づいた一人で、連載の後半では、ゴリラーマンの過去を調べることで彼を理解しようとする。ケンカはあまり強くはない。また藤本の仲間で最も体が小さいが、(藤本含め)他の仲間が三枚目キャラで描かれることが多いのに対し、基本二枚目キャラで描かれる(そのため女性に好かれる描写もある)。柔軟な思考をしており、藤本と犬猿の仲である藤瀬とも仲が良く、また彼の理解者でもある。下の名前は透（とおる）。外見名前共にモデルは元中日ドラゴンズの内野手仁村徹。
藤瀬（ふじせ）
藤本たちと同学年の不良であるが、藤本と性格が合わないため、不良グループには属していない。しかし、内心では互いにライバルとして認め合っている様子。中学生のころかなりのワルだった藤瀬が、地元で有名な藤本にケンカを売りマンションの二階から蹴り落とし勝利するが、高校進学時たまたま同じ白武高校であることを知った藤本が奇襲をかけて一方的に叩きのめし、とりあえず一勝一敗の間柄。空手をやっており(二段)、ケンカの実力は藤本と同等以上。空手道場の仲間と本気の勝負をし、その相手が翌日に工場での仕事中の事故で片手を失ったことで、休学して自転車で日本一周の旅に出ていた。早くからゴリラーマンの強さに気づいた一人。堂上商業との最終決戦には藤本に協力し、重要な役割を果たす。外見モデルはJUN SKY WALKER(S)の森純太。名前の由来は近鉄バファローズで活躍した藤瀬史朗。
北村香織（きたむら かおり）
ゴリラーマンたちと同学年の美少女。前半ではヒロイン的ポジション。内気な性格で、ゴリラーマンのことを「気軽に話しかけられる人」として好感を持つ。そのうち、本人は強く否定するがゴリラーマンに恋愛感情を持つようになり、両想いではあるものの、ゴリラーマンとの微妙な感情のやり取りがストーリーのひとつの軸となる。外見のモデルは工藤静香。名前の由来は北村照文。
明美（あけみ）
ゴリラーマンたちと同学年のヤンキー女子生徒。制服のロングスカートと茶髪のロングヘアが特徴。藤本軍団と親しい関係にある。田辺からセクハラ被害を受けたこともある。3年生の時に部活動の自由参加が出来るようになったのをきっかけに、テニス部に練習参加。
吉竹
「香織の友人その①」といった感じで登場する。脇役だが名前がちゃんとあり、初期から連載終了付近まで登場する。名前の由来は当時阪神タイガースで活躍した吉竹春樹。物語途中で藤本に想いを寄せるシーンがあるが、後半では香織とともに出番が減り(前半は香織がヒロイン的ポジションなのに対し後半はあおいがヒロイン的ポジションになる)、結果は不明である。
藤瀬健次（ふじせ けんじ）
藤瀬の腹違いの弟で、藤本たちが3年生の時の1年生。兄を倒したゴリラーマンに入学早々に挑戦し、あっさり敗退後、藤本軍団に入る。空手が得意であり、兄よりも身軽でゴリラーマンのようなバック転を使いこなす。ケンカの実力は兄と同等以上。外見モデルは元BLANKEY JET CITYの浅井健一。
ミヤーン
藤本たちが3年生の時の1年生。入学時に藤瀬健次に完敗後、藤本に挑戦し負けたことから藤本軍団に入る。本名：谷宮庵（たに みやあん）。大洋ホエールズファンだった父親が当時いた外人選手（フェリックス・ミヤーン）にちなんで命名。珍名にコンプレックスを持っており、名前のことをバカにされると切れる。
飯塚（いいづか）
藤本たちが3年生の時の1年生で、藤本グループに入る。ケンカはまるでダメで戦力外。作中では後述の「田辺」同様、コミックリリーフ的キャラクター。外見・名前のモデルはダンカン（ダンカンの本名は飯塚であり、本人から編集部に問い合わせが来たらしい）。
松田あおい（まつだ あおい）
ゴリラーマンが生徒会長に当選したときの副会長。後半のヒロイン的ポジションで、登場以降、香織より出番が多くなる。水泳部で白武高のアイドル。水泳部でバタフライのエース。仁村を除く藤本グループのほぼ全員が思いを寄せる。いつも体操着姿で、制服姿でいることがない。ヒロイン的ポジションだが、したたかで行動力があり、また水着姿で演説し票を得るなどの色仕掛けからわかるように、自分の容姿が人気あることにも自覚がある様だ。ゴリラーマンの姉の一人、池戸美穂と同じスイミングクラブに通っており、池戸美穂の凄い泳ぎに憧れている。
登場したのは生徒会長編以降と遅い。仁村とは旧知の仲らしいが、恋愛の様な描写はない。後半のヒロイン的ポジションで藤本達とは1学年下の2年生。外見のモデルは小泉今日子だが、後半のみ登場するキャラなのでタッチは劇画調では描かれない。ストッパー毒島のヒロインなど、以後の「ハロルド作石のヒロイン」のベースとなったともいえる外見をしている。
不破明（ふわ あきら）
野球部員で、エース投手。放課後のグラウンドで藤本達ともめた際ゴリラーマンに強烈なファウルを打たれ、その後の勝負や球技大会でホームランを打たれる。ゴリラーマンの才能に早くから気づいていた一人。
のちに千葉ロッテマリーンズの投手として『ストッパー毒島』に登場。この当時は監督にスタミナ不足を懸念されていた。作中では「後にロッテオリオンズに入団」と語られている（本人は西武を希望していたようだが）。
田辺（たなべ）
池戸・藤本らの同級生であだ名は「ベカちゃん」。女生徒へのセクハラが得意。三枚目キャラクターでゴリラーマンを何かと陥れようと企むがいつも失敗している。外見のモデルは落語家の桂べかこ（現・桂南光）。桂べかこ本人も当時出演していた『11PM』で「このマンガに僕が出てるんですよぉ〜」と田辺のシーンを嬉しそうに紹介したことがあり、ある意味本人公認キャラクターでもある。名前のモデルは桂南光に似ている元西武の田辺徳雄。同じハロルド作石作品である『BECK』にも主人公・コユキの同級生という設定で登場している。また、「ストッパー毒島」では1コマだけだが登場しており、観客席で不破を応援している。ゴリーラーマンにかけられるカナディアン(アルゼンチン)・バックブリーカーの感じで、池戸定治の機嫌の良し悪しを判別することができる特殊な能力を有している。
竹田
藤本のクラスのガリ勉・頭でっかちの枠を演じる三枚目キャラ。ガリ勉・頭でっかちの枠であるが明るく、色々なキャラに積極的に自分の知識をひけらかしにいく。知識はあるが野球で大失敗(しかも本人はそんなに気にしていない)するなど、田辺と同じく三枚目キャラとしてかかれる方が多い。体育の授業のサッカーで藤本・中島が欠席中、河野はゴリラーマンを孤立させたと思いきや、竹田とゴリラーマンが普通に組んでおり、更に「僕たち二人しかいないので先生入ってください」というなど、暗いキャラでは決してなく、台詞も多い。またガリ勉風の外見ではあるが、成績は仁村に遠く及ばない。
林（はやし）
藤本たちが2年当時の3年番長。愛称は「昌（まさ）ちゃん」。狡猾な性格であり、藤本グループとは敵対している。一方で内心では藤本や池戸の実力を認めていた節もあり、卒業当日には意外な行動に出た。斜視で裸眼ではまともに視点が定まらず、普段はコンタクトで矯正しており、それが弱点。登場初回のみ、一度だけサングラスをかけているが、サングラスで斜視を隠す様子は見られない。藤瀬が長期休学から復学して対峙した際に藤瀬の手刀一撃であっさりと敗れている。藤本がケンカで手こずった相手(林)に一撃で圧勝したということで、ケンカの実力は藤本より藤瀬が格上であることが林の存在で客観的に判断ができる。あだ名(下の名前？)は中日ドラゴンズの山本昌。
浜地（ハマチ）
池戸・藤本らのクラスメイト。本人の肝入りで作られた動物愛好会の部長だが、「飛ぶ鳥を落とす勢い」で成績が下がり、大学への推薦が危うくなったため、体育教師・河野のスパイとして藤本軍団への潜入を図る。藤本を悪辣な不良と目していたが、アーノルドと戯れる彼を見て「悪人ではない」と判断し、河野を裏切る。
河野博文
二年当時の池戸・藤本の担任教師。担当は体育。陰湿で粗暴な性格から、生徒たちから、特に藤本グループからは非常に嫌われている。実家から送ってきたリンゴを生徒に配ったことがあったが、ほぼ全員に捨てられてしまったことがある。岐阜の農家の産まれだが、大の近鉄バファローズファンであり、球団のマークが入ったジャージをいつも着ている。更に球技大会では「猛牛Tシャツ」をクラスメイト全員分用意して着させようとする。名前の元ネタは日本ハムファイターズ・読売ジャイアンツ（巨人）などで活躍した投手河野博文。岐阜出身で近鉄ファンでモデルの選手が日本ハム(当時は本拠地が東京)、読売、とバラバラである。
大野正男
白武高校の用務員。学園の錦鯉の飼育と考える人のレプリカ像を磨くことに生きがいを感じていた用務員。かつて「昭和の三四郎」とも呼ばれた柔道のスーパースターで東京オリンピック代表候補で、出場すれば必ずアントン・へーシングを倒すとまで言われた実力者だったが、試合で相手の首の骨を折ってしまい以後柔道の技を封印してきた(当然東京五輪には出場せず)。しかしあることが原因で作中で技の封印を解く。作中ではかつての実力を存分に発揮するかのごとく、柔道部員も含め多くの生徒が彼の怒りを買い、投げられてしまい、実力は全く衰えていない。後半はやや大人げない性格になり、気に入った犬を飼うため、前の飼い主の子供を投げるなど、行動も変わり、真面目なキャラからコミカルなキャラへ変貌。名前の由来は広島カープの大野豊。
矢沢
野球部監督。体育教師の様だが作中では野球部の監督としてしか描写がない。野球部監督になり生徒に恵まれ野球部が強くなったことや大学の派閥の問題で河野に嫌われている。物語前半〜中盤における野球のシーンでよく登場する。小坂という、ロッテオリオンズのスカウトに友人がいる。名前と外見の由来は中日ドラゴンズで活躍した谷沢健一。

### 間柴高校
塚本（つかもと）
フルネームは塚本美鶴（みつる）。熱血漢で、古くから白武高校と抗争を繰り返してきた間柴（ましば）高校の不良グループのリーダー。藤本たちが2年生時には3年生(館井同様に留年する)。歴史（および歴史的戦術）マニアで、白武高校との抗争に信長の奇襲戦法を応用したりする。早くからゴリラーマンの強さに気づき、白武高校との抗争に怖気づいたため、リーダーの座を館井に奪われる。終盤では間柴高へ単身乗り込んできたミヤーンの心意気に感動し、藤本たちと共に堂上商業と戦う。
館井（たてい）
間柴高校の不良で塚本の同級生。塚本に代わり不良グループのリーダーとなり、陰険な方法で白武高校への攻撃を仕掛ける。藤本に卑怯な手で重傷を負わせた後、ゴリラーマンの報復に遭い、その時の大怪我が元で留年するハメに。堂上商業との最終決戦では紆余曲折を経て白武側に付く。モデルは木村一八。

### 間柴西高校
泉里（いずみさと）
間柴西高校の不良グループのリーダー。表向きは真面目な生徒を装っているが父親は暴力団組長で「サウナ泉里」の経営者。部下に競馬のノミ屋をやらせており、大穴を当てたゴリラーマンらと揉めており、配下のヤクザを使ってゴリラーマンらを捻じ伏せようとした所に突如現れた池戸美穂に殴られ、惚れてしまい、結果、抗争は終結する。その後、藤本に協力して堂上商業と戦う。
恒部強（つねべつよし）
藤瀬兄と同じ流派の空手を習うツネツネ兄弟の兄。藤瀬兄も一目置く存在。「ツネツネ兄弟」というのは藤瀬兄が名付け、藤瀬弟が藤本グループや同級生に広めただけで、周囲にそう呼ばれているわけではない。弟が不良で中途半端な腕なのに対し、空手では海外に派遣される指導員クラスの超凄腕で性格も至って真面目であり、髪型も普通の角刈りと、不良要素はない。空手を不良の喧嘩に使うことは不本意だが、しかし泉里のバックの暴力団に恐れ、泉里に空手を不良の喧嘩に使うよう強要されている。泉里の命令で空手を使うとき「大山先生ごめんなさい」と心に思うなど、自他とも認める真面目人間だが、その腕の強さ故、間柴西の最終兵器となってしまっている。作中ではミヤーンと藤瀬弟二人を一瞬で戦意喪失にするほどの腕を持ち合わせている。
恒部豊（ゆたか）
ツネツネ兄弟の弟。兄とは違い、不良である。兄と同じ空手を習っているが、藤瀬弟に「大したことない」と言われるレベルで、藤瀬弟にやられる。

### 吉豊工業高校
日沼（ひぬま）
吉豊工業の不良グループのリーダー。藤本の中学校時代の親友で、中学時代は100キロを超える巨漢であったが、池戸美穂（ゴリラーマンの姉）のことを想うあまり痩せてしまったという。藤本はケンカの実力が自分(藤本)より上であることを認めるような証言をしている。藤本曰く中学時代は「森田」という名前だったが両親が離婚した為、苗字が変わった。柔道の使い手で父親も日本を代表するような実力者であったとの事[藤本談]。ゴリラーマン(池戸定治)が日沼とタイマンをする直前に、藤本がゴリラーマンに対して効果的なアドバイスをしたこともありゴリラーマンが勝利する。藤本と堂上商業との抗争では藤本に協力する。外見モデルは映画『ザ・コミットメンツ』の主人公ジミー。

### 堂上商業高校
片桐純哉（かたぎり じゅんや）
堂上（どのうえ）商業の不良グループのリーダーで作内でのラストボス的な存在。美男子でケンカが極めて強く、不良界のスーパースターと言われる存在で、周辺地域の不良ではない普通の高校生にも名声が知れ渡るくらいの有名人。一人でケンカ強豪の高校に乗り込んで壊滅させるほどの腕を持つ。後半最終章は、片桐をトップに抱く堂上商業の不良に立ち向かう藤本たちの戦いがクライマックスとなる。凄まじい強さの秘密はゴリラーマンと同門であったためで、手技のゴリラーマンに対して足技が得意。存命する池戸道場の黒帯二人のうちの一人。次々と近隣の高校を傘下に収めて、ステッカーを売り捌き、金を稼いでいたことで藤本らと敵対する。また口が悪く、敵味方関係無く見下したり、暴言や意地を張った発言が多い。
学内で圧倒的な力による恐怖政治を敷いているが故に、基本的には人望が無く、親しい友人などは皆無で、その実孤独な暴君であるが、素直になれない、不器用な面も持ち合わせている。
不良とはいえ陽気な気質であり、仲間思いで人望もある藤本とは対極にあるような番長。

### ゴリラーマンの家族
池戸美穂
ゴリラーマンの姉。姉だがゴリラーマンが3年の時点で高校に通っていることから、二卵性双生児又は誕生日が近く同じ学年になった、もしくは留年しているなどが考えられる。セーラー服とお下げ髪以外はゴリラーマンと寸分違わぬ顔と、インパクト抜群の外見をしている(むしろゴリラーマンを女装させた感じといった方が近い)。藤本に「顔を見なければ惚れてしまう可能性がある」言わせたり「お近づきになりたい」と言わせるなど、体形はグラマラスかつ引き締まっている。
スポーツウーマンであり、スイミングクラブでも評判の強豪。弟と同じく無愛想で全く言葉を発せず、有事の際は池戸流の格闘術でゴリラーマンを超える能力を見せる。ゴリラーマン自身も美穂には頭が上がらない描写がある。
清和学園という名門高に通っていることから文武両道の可能性もあるが、スイミングクラブにも通う水泳選手であることから、スポーツ推薦の可能性もある。格闘センスも抜群で、池戸道場で三人しかいない黒帯の一人(残りは池戸一と片桐純哉)で、女性でありながら片桐と互角以上に戦えるスーパー女子高生。
顔も弟そっくりだが、泉里や日沼など、彼女と出会って恋愛感情を持った不良が多い(外見の割にモテる、スポーツ万能、格闘センス抜群、とゴリラーマンと共通点が多い。大きな違いは弟が問題児なのに対し名門校に通う優等生なことくらいである)。
池戸哲治
ゴリラーマンの父親。知名度はともかく強さは世界的な格闘家で、自身の研究した格闘技を道場で無料で教える。仕事はいけど食品という総菜店を経営している。長男の一に期待をかけていたが、格闘技の練習中に原因不明の心臓発作で亡くなるというショッキングな出来事で道場をたたみ、医者から止められるほど酒に溺れてしまったことも。格闘技の腕は現在も健在で、絡んできたヤクザを返り討ちにしている。兄弟屈指で長男を超える逸材であったゴリラーマンに大きな期待をかけるものの、逆にゴリラーマンはそれに反発し、色々不幸な出来事にも巻き込まれ、不良になってしまう。いつも帽子を被ってる(頭髪が薄い)。名前の由来は川上哲治。
池戸九
ゴリラーマンの弟の末弟。彼が主役の話が作中である。ゴリラーマンの兄弟では池戸美穂と彼の描写が多い。兄・姉譲りのスポーツマンで野球では年齢離れした投球とパワーを見せる。顔はゴリラーマンと同じで髪型も同じだが円形脱毛症がある。外見はゴリラーマンの等身を少なくして円形脱毛症をつけただけ。父、兄、姉ら同様、台詞はない。
池戸一
ゴリラーマンの兄弟の長兄。作中では故人。池戸道場門下生で(父と師範代を除いた中で)最強の男。黒帯の三人の中の一人だが、実際の腕は池戸美穂や片桐に比べ頭一つ出ており、片桐も彼のことを兄の様にしたっていた。練習中に原因不明の心臓発作で急死。彼の急死が片桐や哲治に大きな影響を与え、更には若くして彼以上の素質を持つゴリラーマンの人格形成にも大きく影響を与えてしまった。作中で回想シーンはあるが、顔は出てこず、シルエットのみである。
ゴリラーマンの兄二人、姉、妹、弟、母
母は作中で名前も姿もかかれず、母親について語られることも一切ない。九人兄弟全員が作中で描写がある。故池戸一、社会人の兄二人、社会人の姉、高校生で同学年の姉美穂、中学生か高校生の妹、小学生の弟二人がおり、一、美穂、九以外の兄弟は描写はあるものの名前は出てこない。存命の兄弟8人全員登場するが、名前が出てくるのはゴリラーマン、美穂、九の三人だけである。髪型、服装、体形はそれぞれ違うが、顔だけは全員全く同じであり、中(高？)学生の妹のみ眼鏡をかけている。

### 学校関係者以外
小坂慶彦
谷沢の友人のプロ野球のスカウト。ロッテオリオンズ所属。矢沢の進言で不破を調査しに来るが、ゴリラーマンの野球センスに驚き、なんとか二人とも入団させようと色々画策するが上手くいかず、その後ゴリラーマンの過去も調査する様になる。ストッパー毒島で不破がロッテマリーンズの投手として活躍していることから、不破獲得は上手くいったものと思われる。「ロッテ」「小坂」ということで小坂誠を連想しそうになるが、この時点でまだ小坂誠はロッテに入団していない。近鉄やヤクルトで活躍した小坂勝仁と当時広島のスターであった高橋慶彦。
鈴木清加
藤本の旧友で不良界では有名なスター。中盤に一度だけ登場。藤本は「キヨブー」と呼ぶ仲だが、作中では一度しか登場していない。名前は何度も出ている。無理矢理ヤクザに入れられ、組の兄貴分のベンツを奪って彼女と大阪へ逃亡中で作中に登場するなど、噂に違わぬ人間である。初対面ながらゴリラーマンを見て「万菜高のゴルゴ池戸」と言うなど、ゴリラーマンの過去を知っていた人間。「万菜高のゴルゴ池戸」ということを言った初めての人間である。藤本は「五天王寺高のゴリラーマン」と否定するが、恐れながら「いや、万菜高のゴルゴ池戸だ」と自信を持っていた。ゴリラーマンのルーツを知る貴重な人間であるが登場できるのが限られていたため、真相はそれよりずっと後に別の人間から語られることになる。モデルはみうらじゅん。
大友二郎
池戸道場の師範代。外見のモデルは筑紫哲也。ゴリラーマンや片桐の格闘部分のルーツを知る人間として登場する。ゴリラーマンとその家族は作中喋らないため、池戸道場と関係者についてはこのキャラの台詞からわかることが多い。師範代だけあり、池戸流の格闘技の腕もかなりのものである。名前の由来は当時プロ野球で活躍していた大友兄弟。

## 書誌情報
- ハロルド作石『ゴリラーマン』講談社〈ヤンマガKCスペシャル〉、全19巻
  1. 1989年4月4日発売[11]、ISBN 4-06-102143-5
  2. 1989年7月14日発売[12]、ISBN 4-06-102155-9
  3. 1989年11月15日発売[13]、ISBN 4-06-102178-8
  4. 1990年3月14日発売[14]、ISBN 4-06-102195-8
  5. 1990年6月12日発売[15]、ISBN 978-4-06-102209-6
  6. 1990年9月10日発売[16]、ISBN 4-06-102226-1
  7. 1990年12月3日発売[17]、ISBN 4-06-102241-5
  8. 1991年3月29日発売[18]、ISBN 4-06-102262-8
  9. 1991年7月1日発売[19]、ISBN 4-06-102277-6
  10. 1991年10月31日発売[20]、ISBN 4-06-102297-0
  11. 1992年1月31日発売[21]、ISBN 4-06-323314-6
  12. 1992年4月28日発売[22]、ISBN 4-06-323330-8
  13. 1992年7月29日発売[23]、ISBN 4-06-323344-8
  14. 1992年10月29日発売[24]、ISBN 4-06-323358-8
  15. 1993年2月2日発売[25]、ISBN 4-06-323376-6
  16. 1993年4月28日発売[26]、ISBN 4-06-323397-9
  17. 1993年7月2日発売[27]、ISBN 4-06-323409-6
  18. 1993年9月1日発売[28]、ISBN 4-06-323420-7
  19. 1993年10月4日発売[29]、ISBN 4-06-323425-8
- ハロルド作石『ゴリラーマン』講談社〈講談社漫画文庫〉、全12巻
  1. 1999年10月8日発売[30]、ISBN 4-06-260647-X
  2. 1999年10月8日発売[31]、ISBN 4-06-260648-8
  3. 1999年11月11日発売[32]、ISBN 4-06-260660-7
  4. 1999年11月11日発売[33]、ISBN 4-06-260661-5
  5. 1999年12月9日発売[34]、ISBN 4-06-260675-5
  6. 1999年12月9日発売[35]、ISBN 4-06-260676-3
  7. 2000年1月11日発売[36]、ISBN 4-06-260696-8
  8. 2000年1月11日発売[37]、ISBN 4-06-260697-6
  9. 2000年2月10日発売[38]、ISBN 4-06-260721-2
  10. 2000年2月10日発売[39]、ISBN 4-06-260722-0
  11. 2000年3月10日発売[40]、ISBN 4-06-260735-2
  12. 2000年3月10日発売[41]、ISBN 4-06-260736-0
- ハロルド作石『ゴリラーマン』講談社〈講談社プラチナコミックス〉、全10巻
  1. 「誕生編」2010年8月11日発売[42]、ISBN 978-4-06-374668-6
    - 「アンコール刊行」2017年4月5日発売[43]、ISBN 978-4-06-386138-9

  2. 「球技大会編」2010年8月25日発売[44]、ISBN 978-4-06-374674-7
    - 「アンコール刊行」2017年4月19日発売[45]、ISBN 978-4-06-386137-2

  3. 「間柴高抗争編」2010年9月8日発売[46]、ISBN 978-4-06-374680-8
    - 「アンコール刊行」2017年5月2日発売[47]、ISBN 978-4-06-386139-6

  4. 「激突五天王寺編」2010年9月22日発売[48]、ISBN 978-4-06-374685-3
    - 「アンコール刊行」2017年5月17日発売[49]、ISBN 978-4-06-386140-2

  5. 「秘密の女編」2010年10月13日発売[50]、ISBN 978-4-06-374710-2
    - 「アンコール刊行」2017年5月31日発売[51]、ISBN 978-4-06-386141-9

  6. 「1年生はすごいぞ編」2010年10月27日発売[52]、ISBN 978-4-06-374711-9
    - 「アンコール刊行」2017年6月14日発売[53]、ISBN 978-4-06-386154-9

  7. 「生徒会長は誰だ編」2010年11月10日発売[54]、ISBN 978-4-06-374715-7
    - 「アンコール刊行」2017年6月28日発売[55]、ISBN 978-4-06-386157-0

  8. 「九の少年野球編」2010年11月24日発売[56]、ISBN 978-4-06-374722-5
    - 「アンコール刊行」2017年7月12日発売[57]、ISBN 978-4-06-510004-2

  9. 「堂上商業はこわいよ編」2010年12月8日発売[58]、ISBN 978-4-06-374737-9
    - 「アンコール刊行」2017年7月26日発売[59]、ISBN 978-4-06-510005-9

  10. 「さようならゴリラーマン」2010年12月22日発売[60]、ISBN 978-4-06-374744-7
    - 「アンコール刊行」2017年8月9日発売[61]、ISBN 978-4-06-510076-9
- ハロルド作石『ゴリラーマン 新世紀リマスター』講談社〈ヤンマガKCスペシャル〉、全19巻
  1. 2010年8月17日発売[62]、ISBN 978-4-06-361936-2
  2. 2010年8月17日発売[63]、ISBN 978-4-06-361937-9
  3. 2010年8月17日発売[64]、ISBN 978-4-06-361938-6
  4. 2010年9月17日発売[65]、ISBN 978-4-06-361939-3
  5. 2010年9月17日発売[66]、ISBN 978-4-06-361940-9
  6. 2010年9月17日発売[67]、ISBN 978-4-06-361941-6
  7. 2010年10月15日発売[68]、ISBN 978-4-06-361950-8
  8. 2010年10月15日発売[69]、ISBN 978-4-06-361951-5
  9. 2010年10月15日発売[70]、ISBN 978-4-06-361952-2
  10. 2010年11月17日発売[71]、ISBN 978-4-06-361963-8
  11. 2010年11月17日発売[72]、ISBN 978-4-06-361964-5
  12. 2010年12月17日発売[73]、ISBN 978-4-06-361969-0
  13. 2010年12月17日発売[74]、ISBN 978-4-06-361970-6
  14. 2011年1月17日発売[75]、ISBN 978-4-06-361990-4
  15. 2011年1月17日発売[76]、ISBN 978-4-06-361991-1
  16. 2011年2月17日発売[77]、ISBN 978-4-06-382002-7
  17. 2011年2月17日発売[78]、ISBN 978-4-06-382003-4
  18. 2011年3月17日発売[79]、ISBN 978-4-06-382014-0
  19. 2011年3月17日発売[80]、ISBN 978-4-06-382015-7
- ハロルド作石『ゴリラーマン40』講談社〈ヤンマガKCスペシャル〉、全3巻
  1. 2022年4月6日発売[1][81]、ISBN 978-4-06-523673-4
  2. 2022年6月6日発売[82]、ISBN 978-4-06-528110-9
  3. 2022年9月6日発売[8]、ISBN 978-4-06-529150-4

## メディア展開

### アニメ
- 「ゴリラーマン」：1992年6月25日、徳間ジャパンコミュニケーションズより発売のOVA。
キャストは以下のとおり。なお、主役のゴリラーマンには声優が割り当てられているが、実際にはうめき声が入っているだけである。
  - 池戸（郷里大輔）
  - 藤本（中田和宏）
  - 中島（藤原啓治）
  - 仁村（森川智之）
  - セースケ（安西正弘）
  - ジュンロー（中嶋聡彦）
  - 校長（辻親八）
  - 河野（岡和男）
  - 大野（西村知道）
  - 香織（三石琴乃）
  - マリ（萩森順子）
  - ミヨコ（根谷美智子）
  - 暁美（佐久間純子）
  - 塚本（菅原正志）
  - 河口（塩屋浩三）
  - アキラ（小野健一）
  - 教頭（中博史）
  - ナレーション（郷里大輔）
- 「ゴリラーマン2」：1993年12月24日、徳間ジャパンコミュニケーションズより発売。

### ゲーム
- 「ゴリラーマン」：1993年4月28日、ヨネザワより発売。ファミリーコンピュータ用ソフト。ジャンルはアクション・ボードゲーム。

アクションイベントだけを楽しめるモードは、別売りのパーティータップを使用すれば6人同時対戦が楽しめた。